# Кокай (приток Тоне)
Кокай (яп. 小貝川 кокаи-гава) — река в Японии в регионе Канто на острове Хонсю, приток реки Тоне. Протекает по территории префектур Тотиги и Ибараки.
Длина реки составляет 111,8 км, территория её бассейна — 1043,1 км². На территории её бассейна проживает 550 тыс. человек.
Река берёт своё начало в одноимённом пруду на территории города Насукарасуяма в префектуре Тотиги, в холмах Энна (塩那丘陵). Река протекает через посёлок Масико, далее попадает в префектуру Ибараки, где течёт через город Тикусей, объединяется с притоком Гогё (五行川) и впадает в реку Тоне на территории посёлка Тоне.
В средневековье Кокай впадала в реку Кину, но стала впадать в Тоне после переноса русла последней.